# La Nuit du 12 au 13
Pour le film sorti en 2022, voir La Nuit du 12.
La Nuit du 12 au 13 est un roman policier écrit par l’écrivain belge Stanislas-André Steeman, publié dans une première version en 1931. C'est la deuxième apparition de M. Wens. Le commissaire Malaise, l'autre héros de Steeman, fait une apparition dans ce roman.
En 1949, ce roman sert de base à une adaptation cinématographique par Roger Blanc, sous le titre Mystère à Shanghai. L'auteur l'a alors réécrit en déplaçant l'action d'Anvers à Shanghai.

## Résumé
Herbert Aboody, associé dans une affaire d'import-export à Shanghai, reçoit des lettres le menaçant de mourir pendant la nuit du 12 au 13, s'il ne paie pas 50 000 dollars à un mystérieux "Dragon vert". Sur les conseils de son secrétaire Steve Alcan, il fait appel à M. Wens, l'enquêteur privé, de passage à Shanghai. Mais M. Wens vient juste de retrouver dans cette ville son vieil ami le commissaire Malaise, qui enquête, lui, sur les trafics d'opium.

## Personnages
- Herbert Aboody : associé de "Aboody, Lawrence et Cie", import-export.
- Floriane Aboody : son épouse.
- Ti-Minn : nourrice chinoise de Floriane Aboody.
- Piotr Zetskaya : peintre portraitiste.
- Tien-Kwen, dite "Lotus" : domestique de Zetskaya.
- Steve Alcan : secrétaire particulier d'Herbert Aboody.
- Wenceslas Vorobeïtchik, dit Monsieur Wens : enquêteur privé.
- Mona Lindstrom : dactylo chez "Aboody, Lawrence et Cie".
- Aimé Malaise : Commissaire détaché au Bureau International des Stupéfiants.
- Matriche : comptable chez "Aboody, Lawrence et Cie".
- Mr Wu : officier de la police chinoise de Shanghai.

## Adaptation
- 1949 : Mystère à Shanghai, film français réalisé par Roger Blanc, d'après le roman La Nuit du 12 au 13 de Steeman, avec Maurice Teynac (Monsieur Wens), Paul Bernard (Herbert Aboody) et Ky Duyen (Commissaire Whu).

Dans l'adaptation cinématographique du roman, Stanislas-André Steeman joue lui-même le rôle du comptable Matriche, et sa seconde épouse, Krisha Steeman-Duchesne, celui d'une prostituée, Lydia . Le roman porte d'ailleurs la dédicace : "à Lydia".